# Кубок Украинской ССР по футболу 1946
7-й розыгрыш Кубка УССР состоялся с 29 сентября по 12 ноября 1946 года. Участие принимала 51 команда. Обладателем кубка в 4-й раз стало киевское «Динамо».

## 1-й круг
Большинство матчей состоялись 29 сентября 1946 года. Матч «Спартак» (Дрогобыч) — «Динамо» (Мукачево) должен был состоятся 3 октября, а переигровка матча «Динамо» (Ровно) — «Спартак» (Днепропетровск) прошла 30 сентября.
| Город           | Команда                                            | Счёт | Команда                    |
| --------------- | -------------------------------------------------- | ---- | -------------------------- |
| Фастов          | Сборная Фастова                                    | 3:2  | «Локомотив» (Киев)         |
| Львов           | «Динамо» (Львов)                                   | 5:2  | «Большевик» (Запорожье)    |
| Житомир         | ДО (Житомир)                                       | 1:3  | «Спартак» (Черновцы)       |
| Одесса          | «Портовик» (Одесса)                                | 6:0  | «Спартак» (Измаил)         |
| Николаев        | «Судостроитель» (завод им. 61 коммунара, Николаев) | 3:0  | «Динамо» (Херсон)          |
| Днепродзержинск | «Сталь» (Днепродзержинск)                          | 6:0  | ВВС (Одесса)               |
| Ровно           | «Динамо» (Ровно)                                   | 5:5  | «Спартак» (Днепропетровск) |
| Ровно           | «Динамо» (Ровно)                                   | +:-  | «Спартак» (Днепропетровск) |
| Кадиевка        | «Стахановец» (Кадиевка)                            | 1:2  | «Сталь» (Макеевка)         |
| Сумы            | «Динамо» (Сумы)                                    | 3:2  | «Дзержинец» (Харьков)      |
| Ворошиловград   | «Динамо» (Ворошиловград)                           | 2:1  | «Сталь» (Мариуполь)        |
| Харьков         | «Сельмаш» (Харьков)                                | 2:0  | «Спартак» (Полтава)        |
| Дрогобыч        | «Спартак» (Дрогобыч)                               | +:-  | «Динамо» (Мукачево)        |

- Команда «Динамо» (Тернополь) была снята за недисциплинированность и подставку игроков

## 2-й круг
Большинство матчей состоялись 6 октября 1946 года. Матчи «Спартак» (Львов) — «Спартак» (Дрогобыч) состоялся 7 октября, матчи «Сельмаш» — сборная Фастова и «Динамо» (Харьков) — «Динамо» (6-й райсовет, Киев) — 8-го октября (переигровка — на следующий день), а матч «Локомотив» — «Спартак» (Киев) — 9 октября.
| Город           | Команда                   | Счёт | Команда                                            |
| --------------- | ------------------------- | ---- | -------------------------------------------------- |
| Днепродзержинск | «Сталь» (Днепродзержинск) | +:-  | «Динамо» (Сумы)                                    |
| Кировоград      | «Динамо» (Кировоград)     | 2:4  | «Спартак» (Киев)                                   |
| Одесса          | «Портовик» (Одесса)       | 0:1  | «Судостроитель» (завод им. 61 коммунара, Николаев) |
| Ворошиловск     | «Сталь» (Ворошиловск)     | 1:4  | «Сталь» (Макеевка)                                 |
| Львов           | «Спартак» (Львов)         | 0:1  | «Спартак» (Дрогобыч)                               |
| Харьков         | «Сельмаш» (Харьков)       | 1:0  | Сборная Фастова                                    |
| Харьков         | «Динамо» (Харьков)        | 2:2  | «Динамо» (6-й райсовет, Киев)                      |
| Харьков         | «Динамо» (Харьков)        | 1:4  | «Динамо» (6-й райсовет, Киев)                      |
| Запорожье       | «Локомотив» (Запорожье)   | 1:2  | «Спартак» (Киев)                                   |
| Винница         | Команда Винницы           | -:+  | «Спартак» (Черновцы)                               |

## 3-й круг
Матчи состоялись 13 октября. Матч «Динамо» — «Авангард» прошёл 17 октября, а матч «Судостроитель» — «Спартак» — 20 октября
| Город         | Команда                                            | Счёт | Команда                 |
| ------------- | -------------------------------------------------- | ---- | ----------------------- |
| Львов         | «Динамо» (Львов)                                   | 7:1  | «Динамо» (Ровно)        |
| Дрогобыч      | «Спартак» (Дрогобыч)                               | 5:0  | «Динамо» (Луцк)         |
| Ворошиловград | «Динамо» (Ворошиловград)                           | 4:1  | «Авангард» (Краматорск) |
| Николаев      | «Судостроитель» (завод им. 61 коммунара, Николаев) | 5:3  | «Спартак» (Черновцы)    |
| Киев          | «Спартак» (Киев)                                   | В:П  | «Сталь» (Макеевка)      |

## 1/8 финала
Большинство матчей состоялось 20 октября. Матч «Пищевик» — «Динамо» (Ворошиловград) был сыгран 24 октября, Шахтёр — Судостроитель — 25 октября, а матч Динамо (Киев) — Динамо (Львов) — 27 октября
| Город           | Команда                                       | Счёт | Команда                                            |
| --------------- | --------------------------------------------- | ---- | -------------------------------------------------- |
| Харьков         | «Локомотив» (Харьков)                         | 4:0  | «Динамо» (6-й райсовет, Киев)                      |
| Николаев        | «Судостроитель» (завод им. А.Марти, Николаев) | 2:1  | «Трактор-ХТЗ» (Харьков)                            |
| Днепродзержинск | «Сталь» (Днепродзержинск)                     | 1:2  | «Спартак» (Ужгород)                                |
| Херсон          | «Спартак» (Херсон)                            | 2:1  | «Спартак» (Дрогобыч)                               |
| Одесса          | «Пищевик» (Одесса)                            | 7:1  | «Динамо» (Ворошиловград)                           |
| Сталино         | «Шахтёр» (Сталино)                            | 4:0  | «Судостроитель» (завод им. 61 коммунара, Николаев) |
| Киев            | «Динамо» (Киев)                               | 2:0  | «Динамо» (Львов)                                   |
| Киев            | «Спартак» (Киев)                              | +:-  | «Сталь» (Днепропетровск)                           |

## Четвертьфиналы
| Дата       | Город    | Команда                                       | Счёт | Команда               |
| ---------- | -------- | --------------------------------------------- | ---- | --------------------- |
| 27 октября | Николаев | «Судостроитель» (завод им. А.Марти, Николаев) | 1:4  | «Локомотив» (Харьков) |
| 30 октября | Киев     | «Динамо» (Киев)                               | 5:1  | «Спартак» (Киев)      |
| 2 ноября   | Ужгород  | «Спартак» (Ужгород)                           | 2:1  | «Пищевик» (Одесса)    |
| 3 ноября   | Херсон   | «Спартак» (Херсон)                            | 1:2  | «Шахтёр» (Сталино)    |

## Полуфиналы
Матчи были сыграны 8 ноября (переигровка — на следующий день)
| Город   | Команда               | Счёт | Команда             |
| ------- | --------------------- | ---- | ------------------- |
| Харьков | «Локомотив» (Харьков) | +:-  | «Спартак» (Ужгород) |
| Киев    | «Динамо» (Киев)       | 2:2  | «Шахтёр» (Сталино)  |
| Киев    | «Динамо» (Киев)       | 2:1  | «Шахтёр» (Сталино)  |

## Финал
| 12 ноября 1946 года                                                    | \| «Динамо» Киев \| 2:0 \| «Локомотив» Харьков \| | Киев                |
| Динамо:Гл. тренер: Борис Апухтин Пищевик:Гл. тренер: Пётр Паровышников |                                                   |                     |
| «Динамо» Киев                                                          | 2:0                                               | «Локомотив» Харьков |